# Rakesh Roshan

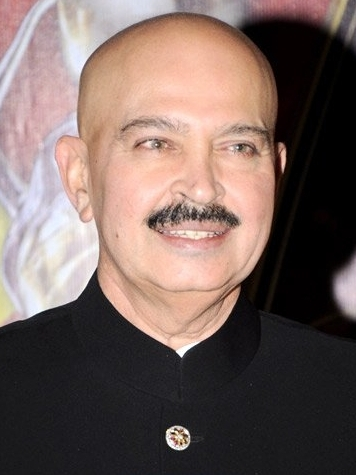
Rakesh Roshan (2011)

Rakesh Roshan (Hindi राकेश रोशन Rākeś Rośan; Urdu راکیش روشن; * 6. September 1949 in Bombay, Maharashtra als Rakesh Roshan Lal Nagrath Marathi राकेश रोशनलाल नागरथ) ist ein indischer Regisseur und Bollywoodschauspieler.

## Biografie
Rakeshs Vater Roshan war ein berühmter Komponist. Auch sein Bruder Rajesh Roshan ist ein bekannter Komponist. Der bekannteste der Roshan-Familie ist jedoch sein Sohn Hrithik Roshan. Rakesh ist mit Pinky Roshan, einer Schauspielerin, verheiratet.
Rakesh Roshan startete seine Karriere als Schauspieler und hat in über 70 Filmen mitgewirkt. Danach gründete er seine eigene Produktionsfirma Filmkraft. Seit 1982 führt er Regie und produziert Hindi-Filme. Seine erfolgreichsten Filme waren Khudgarz (1987), Kishen Kanhaiya (1990) und Karan Arjun (1995). In seinem Film Kaho Naa ... Pyaar Hai – Liebe aus heiterem Himmel spielte sein Sohn zum ersten Mal die Hauptrolle und wurde zum Megastar. Auch die anderen Filme, in denen Hrithik Roshan die Hauptrolle gespielt hat, sind große Erfolge geworden: (Sternenkind – Koi Mil Gaya und Krrish).
Alle Filme von Rakesh fangen mit einem K an. Er glaubt, dass das Glück bringt.

## Filmografie
als Regisseur
- 1987: Khudgarz
- 1988: Khoon Bhari Maang
- 1989: Kala Bazaar
- 1990: Kishen Kanhaiya
- 1991: Khel
- 1993: King Uncle
- 1995: Karan Arjun
- 1997: Glut der Rache – Koyla
- 2000: Karobaar
- 2000: Kaho Naa ... Pyaar Hai – Liebe aus heiterem Himmel
- 2003: Sternenkind – Koi Mil Gaya
- 2006: Krrish

als Produzent
- 1980: Aap Ke Deewane
- 1982: Kaamchor
- 1984: Jaag Utha Insan
- 1986: Bhagwan Dada
- 1987: Khudgarz
- 1988: Khoon Bhari Maang
- 1990: Kishen Kanhaiya
- 1993: King Uncle
- 1995: Karan Arjun
- 1997: Glut der Rache – Koyla
- 1997: Kaun Sachcha Kaun Jhootha
- 2000: Kaho Naa ... Pyaar Hai – Liebe aus heiterem Himmel
- 2003: Sternenkind – Koi Mil Gaya
- 2006: Krrish

## Auszeichnungen
- 2000: Filmfare Award/Bester Film, Kaho Naa ... Pyaar Hai – Liebe aus heiterem Himmel
- 2000: Filmfare Award/Beste Regie, Kaho Naa ... Pyaar Hai – Liebe aus heiterem Himmel
- 2000: Star Screen Award/Bester Film, Kaho Naa ... Pyaar Hai – Liebe aus heiterem Himmel
- 2000: Star Screen Award/Beste Regie, Kaho Naa ... Pyaar Hai – Liebe aus heiterem Himmel
- 2000: Sansui Film Awards Bester Film, Kaho Naa ... Pyaar Hai – Liebe aus heiterem Himmel
- 2000: Sansui Film Awards Beste Regie, Kaho Naa ... Pyaar Hai – Liebe aus heiterem Himmel
- 2001: IIFA Award/Beste Regie, Kaho Naa ... Pyaar Hai – Liebe aus heiterem Himmel
- 2001: Zee Cine Award/Bester Film, Kaho Naa ... Pyaar Hai – Liebe aus heiterem Himmel
- 2001: Zee Cine Award/Beste Regie, Kaho Naa ... Pyaar Hai – Liebe aus heiterem Himmel
- 2001: Zee Cine Netizen Award Best Film, Kaho Naa ... Pyaar Hai – Liebe aus heiterem Himmel
- 2003: Filmfare Award/Bester Film, Sternenkind – Koi Mil Gaya
- 2003: Filmfare Award/Beste Regie, Sternenkind – Koi Mil Gaya
- 2003: Star Screen Award/Bester Film, Sternenkind – Koi Mil Gaya
- 2003: Star Screen Award/Beste Regie, Sternenkind – Koi Mil Gaya
- 2003: Sansui Film Awards Beste Regie, Sternenkind – Koi Mil Gaya
- 2004: IIFA Award/Beste Regie, Sternenkind – Koi Mil Gaya
- 2004: Zee Cine Award/Bester Film, Sternenkind – Koi Mil Gaya
- 2004: Zee Cine Award/Beste Regie, Sternenkind – Koi Mil Gaya